# Edward Ambrose Woods
Edward Ambrose Woods, britanski general, * 1891, † 1957.